# ماوهي

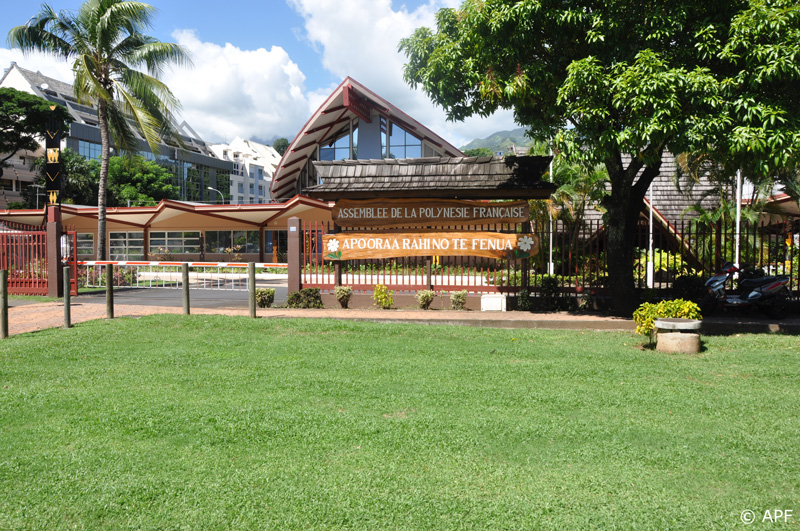
جمعية بولينيزيا الفرنسية

ماوهي (بالإنجليزية: Maohi)‏ حسب تقاليد البولينيزيين الخاصة هو الاسم الأصلي لقدامى البولينيزيين. ويتوحد أحيانا مع ماوري.